# Ronchamp
Ronchamp è un comune francese di 2 951 abitanti situato nel dipartimento dell'Alta Saona nella regione della Borgogna-Franca Contea.

## Monumenti
- Cappella di Notre-Dame du Haut di Le Corbusier.

## Società

### Evoluzione demografica
Abitanti censiti

## Amministrazione

### Gemellaggi
- Cuveglio, Italia
- Sułkowice, Polonia